# ميلتون بارني
ميلتون بارني (بالإنجليزية: Milton Barney)‏ هو لاعب كرة قدم أمريكية أمريكي، ولد في 23 ديسمبر 1963.

## وصلات خارجية
- ميلتون بارني على موقع مرجع كرة القدم المحترفة.كوم (الإنجليزية)
- ميلتون بارني على موقع JustSportsStats.com (الإنجليزية)